# Gert Steegmans

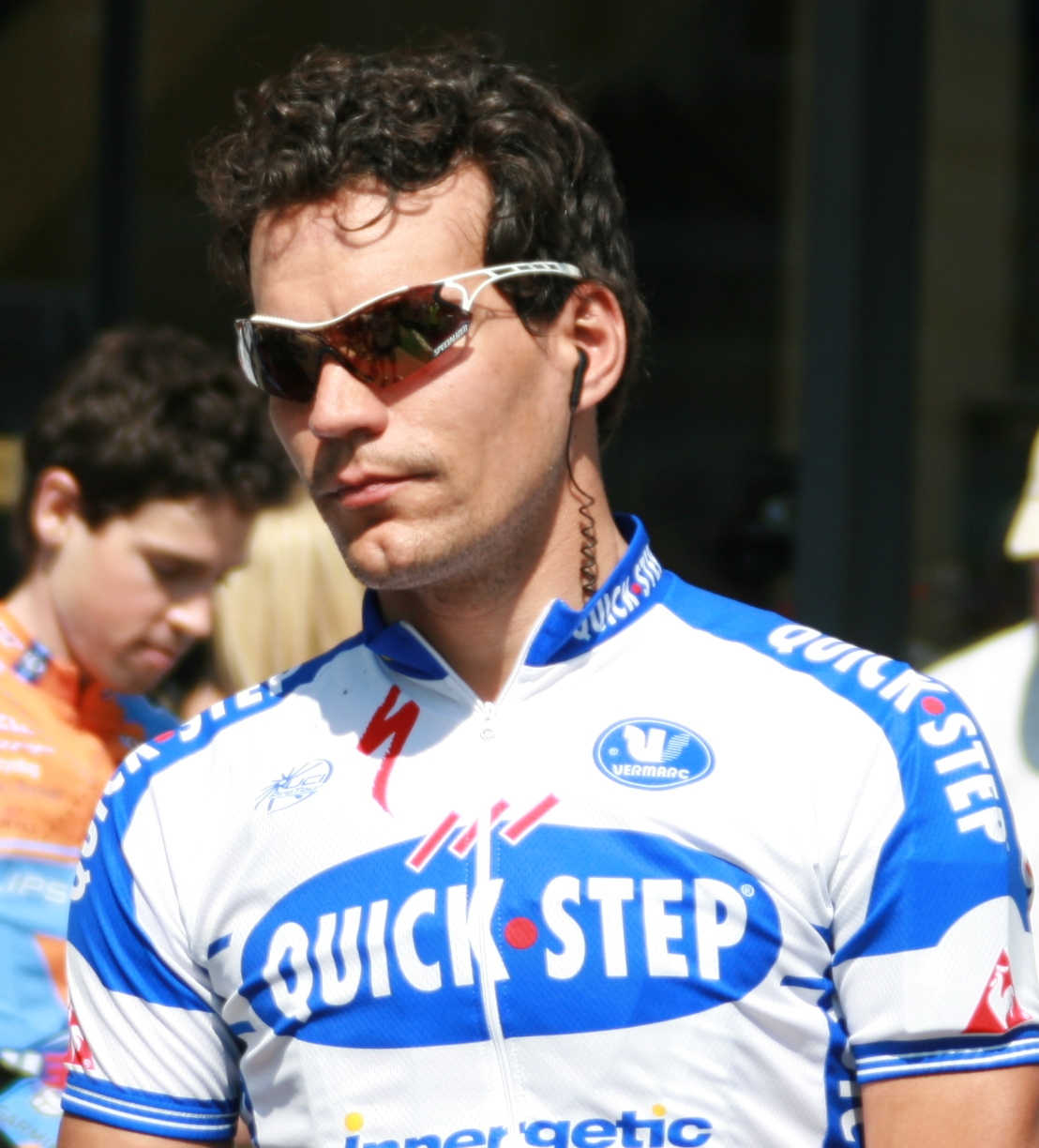
Gert Steegmans während des Rennens Vier Tage von Dünkirchen 2008

Gert Steegmans (* 30. September 1980 in Hasselt) ist ein ehemaliger belgischer Radrennfahrer.

## Karriere
Nachdem Steegmans in der U23-Klasse 2001 die Omloop Het Volk gewann und wurde 2002 belgischer Meister wurde, erhielt er 2003 seinen ersten Vertrag bei einem internationalen Radsportteam bei der belgischen Mannschaft Lotto-Domo.
Sein erster internationaler Eliteerfolg gelang ihm 2005 bei einer Etappe der Tour de Picardie. Zu seinen größten Erfolgen zählten zwei Etappensiege bei der Tour de France. Bei der Tour de France 2007 gewann er die zweite Etappe knapp vor seinem Teamkollegen Tom Boonen, als dessen Sprintanfahrer er vorgesehen war. 2008 konnte er ebenfalls im Sprint die Abschlussetappe auf dem Champs-Elysées für sich entscheiden.
Nachdem Steegmans sich er weigerte, eine Antidopingvereinbarung zu unterschreiben, die ihn u. a. verpflichtet hätte im Falle eines Dopingvergehens das fünffache Jahresgehalt als Strafe an das Team zu zahlen, schloss sein Team Katusha Steegmans von der Tour de France 2009 aus. Anschließend wurde sein Vertrag aufgelöst
Im Juli 2015 erklärte Steegmans seinen Rücktritt vom Radsport, da ihm nach zahlreichen Stürzen im Laufe der Saison der Wille gefehlt habe, weiter Profirennen zu bestreiten.

## Erfolge
| 2001 - Omloop Het Volk (U23) 2002 - Belgische Meisterschaft – Straßenrennen (U23) 2005 - Nationale Sluitingprijs 2006 - zwei Etappen Algarve-Rundfahrt - eine Etappe Belgien-Rundfahrt 2007 - eine Etappe Algarve-Rundfahrt - eine Etappe Drei Tage von De Panne - eine Etappe Vier Tage von Dünkirchen - eine Etappe Tour de France - Tour de Rijke - Gesamtwertung und zwei Etappen Circuit Franco-Belge | 2008 - Trofeo Calvia - zwei Etappen Paris-Nizza - eine Etappe Vier Tage von Dünkirchen - Profronde van Fryslân - Halle–Ingooigem - eine Etappe Tour de France - Memorial Rik Van Steenbergen 2009 - Trofeo Mallorca - eine Etappe Ruta del Sol 2011 - Nokere Koerse 2013 - Mannschaftszeitfahren Tirreno-Adriatico |

## Teams
- 2003–2006 Lotto-Domo / Davitamon-Lotto
- 2007–2008 Quick Step-Innergetic / Quick Step
- 2009 Team Katusha (bis 6. August)
- 2010 Team RadioShack
- 2011–2014 Quick Step / Omega Pharma-Quick Step
- 2015 Trek Factory Racing